# Bruno Miguel
Bruno Miguel, all'anagrafe Bruno Miguel Pereira Leite (Rio de Janeiro, 6 luglio 1982), è un attore, cantante, pubblicitario e doppiatore brasiliano. Noto anche come Bruno Miguel Greyck, è figlio del cantante Márcio Greyck e fratello di Rafael Greyck, che ha intrapreso anch'egli una carriera musicale.

## Biografia
Bruno Miguel è nato dal secondo dei due matrimoni di Marcio Greyck e Maria da Conceição Miguel, che hanno poi divorziato nuovamente.
I primi passi nel mondo dello spettacolo li ha mossi già nell'adolescenza, apparendo in un centinaio di differenti spot televisivi e doppiando personaggi in film d'animazione: è sua la voce brasiliana di Simba nella pellicola Disney Il re leone. Ha doppiato inoltre Andy in Toy Story e Fievel in tutti i film incentrati sul famoso topolino. Una volta diventato adulto, Bruno Miguel ha dato voce a diverse figure maschili nei film di Barbie.
Nel 1999 è apparso nella sua prima telenovela, Chiquititas, prodotta da Rede Bandeirantes, per poi passare a quelle di Rede Globo. Per un breve periodo ha lavorato nella più nota soap opera brasiliana, Malhação.
Nel 2005 è ritornato a Rede Bandeirantes, impersonando un cantante nella telenovela Floribella, ruolo che gli ha permesso di farsi apprezzare dalla critica soprattutto nelle scene delle sue performances canore. Proprio allora Bruno Miguel, che fino a quel momento si era imposto di seguire un cammino artistico diverso rispetto a quello del padre, ha deciso di cimentarsi a sua volta nella musica, e dopo un triennio passato a comporre canzoni per altri artisti ha pubblicato nel 2009 il suo album d'esordio, Meu Mundo, contenente 13 tracce. Il successo del CD è stato clamoroso, portando Bruno Miguel a essere candidato al Grammy Latino in sette categorie, tra cui cantante rivelazione, miglior album pop e miglior cantante dell'anno  . Nel 2011 è uscito il suo secondo album. Le canzoni di Bruno Miguel sono diventate in poco tempo viral hits, per le decine di milioni di visualizzazioni registrate dai videoclip caricati su YouTube.
Bruno Miguel è anche attore per il cinema, che l'ha visto recitare finora in tre film.
Dal 2010 porta avanti una carriera da pubblicitario parallelamente ai propri impegni artistici. Ha quindi fondato una casa produttrice di spot e cortometraggi pubblicitari chiamata inizialmente Mouse House e dal 2016 MovieMachine. In essi hanno fatto da testimonial personaggi come Ana Maria Braga, Giovanna Antonelli, Thiago Lacerda, Marcos Veras, Eduardo Sterblitch, Rafael Portugal, Preta Gil, Lulu Santos, Luiza Possi, Mariana Ximenes e i gruppi musicali Jota Quest e Skank. In quest'ambito Bruno Miguel è stato premiato tre volte al Festival internazionale della creatività Leoni di Cannes e ha ottenuto svariati altri riconoscimenti; gli è anche stato concesso il visto EB-1 visa.

## Vita privata
Sposato con la modella Maqueli Gewehr (il matrimonio è stato celebrato presso i Disney's Hollywood Studios ), ha due figli: una femmina e un maschio. La coppia vive prevalentemente negli USA, in Florida.

## Filmografia

### Televisione
- Chiquititas (1999)
- As Filhas da Mãe (2001)
- Malhação (2002)
- Mulheres Apaixonadas (2003)
- Sítio do Picapau Amarelo (2003)
- A Diarista (2004)
- Começar de Novo (2004)
- América (2005)
- Floribella (2005)
- Caminhos do Coração (2007)
- Zorra Total (2009)
- Ribeirão do Tempo (2010)

### Cinema
- Xuxa Requebra  (1999)
- Divã (2009)
- Rio, Eu Te Amo (2011)

## Discografia

### Album
- 2009 - Meu Mundo
- 2011 - TBA